# Fulvio Giulio della Corgna
Fulvio Giulio della Corgna (né à Pérouse, capitale de l'Ombrie, Italie, alors dans les États pontificaux, le 19 novembre 1517 et mort le 2 mars 1583 à Rome) est un cardinal italien du XVIe siècle. Il est le neveu du pape Jules III et le petit-neveu du cardinal Antonio Maria Ciocchi del Monte (1511). Della Corgna est membre de l'ordre de Saint-Jean de Jérusalem.

## Biographie
Della Corgna entre la cour de son oncle le cardinal Giovanni Maria Ciocchi del Monte, le futur pape Jules III. Il est élu évêque de Pérouse et gouverneur de Norcia et Montagna en 1550. 
Fulvio Giulio della Corgna est créé cardinal par le pape Jules III lors du consistoire du 20 novembre 1551. Le cardinal della Corgna est nommé administrateur apostolique de Spolète en 1553 et est légat apostolique à Ascoli et Rieti. Della Corgna est arrêté par le pape Paul IV et emprisonné au château Saint-Ange en 1556, parce qu'il a informé son frère Ascanio, qui a des contacts avec des agents du roi Philippe II d'Espagne, d'une arrestation. Il est libéré vite et della Corgna est nommé gouverneur de Città della Pieve en 1560 et camerlingue du Sacré Collège en 1561-1562. En 1580 il est nommé sous-doyen du Collège des cardinaux.
Della Corgna participe aux deux conclaves de 1555 (élection de Marcel II et Paul IV) et aux conclaves de 1559 (élection de Pie IV), de 1565-1566 (élection de Pie V) et de 1572 (élection de Grégoire XIII).